# Episodi di Sentinel (seconda stagione)
| nº | Titolo originale     | Titolo italiano        | Prima TV USA      | Prima TV Italia |
| -- | -------------------- | ---------------------- | ----------------- | --------------- |
| 1  | Flight               | Ritorno al passato     | 04 settembre 1996 |                 |
| 2  | Out of the past      | Il segreto di Angie    | 11 settembre 1996 |                 |
| 3  | Deep water           | Sotto accusa           | 18 settembre 1996 |                 |
| 4  | Reunion              | Raduno                 | 25 settembre 1996 |                 |
| 5  | Payback              | Rimborso               | 02 ottobre 1996   |                 |
| 6  | True crime           | Crimine vero           | 09 ottobre 1996   |                 |
| 7  | Ice man              | L'uomo di ghiaccio     | 30 ottobre 1996   |                 |
| 8  | The rig              | Piattaforma esplosiva  | 06 novembre 1996  |                 |
| 9  | Spare parts          | Ladri d'auto           | 13 novembre 1996  |                 |
| 10 | Second chance        | Seconda possibilità    | 20 novembre 1996  |                 |
| 11 | Black or white       | Affari esplosivi       | 27 novembre 1996  |                 |
| 12 | Blind man's bluff    | L'aurea                | 08 gennaio 1997   |                 |
| 13 | Hear no evil         | Reparto speciale       | 15 gennaio 1997   |                 |
| 14 | Light my fire        | Il piromane            | 05 febbraio 1997  |                 |
| 15 | Secret               | Segreti                | 12 febbraio 1997  |                 |
| 16 | Dead drop            | Caduta libera          | 19 febbraio 1997  |                 |
| 17 | Red dust             | Polvere rossa          | 26 febbraio 1997  |                 |
| 18 | Smart alec           | Alec                   | 12 marzo 1997     |                 |
| 19 | Private eyes         | Il sensitivo           | 26 marzo 1997     |                 |
| 20 | Vanishing act        | Inatteso ritorno       | 09 aprile 1997    |                 |
| 21 | Pennies from heaven  | Pioggia di denaro      | 30 aprile 1997    |                 |
| 22 | Survival             | Cinque milioni         | 07 maggio 1997    |                 |
| 23 | His brother's keeper | Un campione da salvare | 14 maggio 1997    |                 |
| 24 | Sleeping beauty      | La bella addormentata  | 21 maggio 1997    |                 |